# Горник, Михал
Ми́хал Го́рник (в.-луж. Michał Hórnik, нем. Michael Hornig; 1 сентября 1833, Рэкельвиц (Ворклецы), Саксония — 22 февраля 1894, Баутцен, Саксония) — католический священник, серболужицкий языковед, писатель, публицист, переводчик, основатель и редактор газеты Katolski Posoł и журналов Łužičan и Serbski Hospodar, председатель общества «Матицы Сербской» (с 1882 года), принимал активное участие в серболужицком национальном возрождении XIX века.

## Биография
Михал Горник родился в 1833 году в деревне Ворклецы (в.-луж. Worklecy, нем. Räckelwitz) под Каменцем в Верхней Лужице, после окончания средней школы в Баутцене в 1847 году поступил в Лужицкую семинарию в Праге. Будучи семинаристом, обучался также в Малостранской гимназии и на богословском факультете Карлова университета. В период обучения в Праге был членом, а затем и старостой студенческого кружка «Сербовка», которая действовала при Лужицкой семинарии. В 1852 году опубликовал на страницах газеты «Tydźeńske Nowiny» своё первое литературное произведение «Brancelej». Будучи студентом в Праге, опубликовал в литературном журнале «Kwětki», который издавало братство «Сербовка», около 40 стихотворений и переводов, в том числе перевод на верхнелужицкий язык «Слова о полку Игореве». В 1856 году возвратился на родину и 24 сентября 1856 года был рукоположен в сан священника. В 1871 году был назначен настоятелем церкви Пресвятой Девы Марии в Баутцене. Находился на этой должности до 1890 года. 24 октября 1890 года был назначен асессором консистории и каноником капитула собора святого Петра.
В 1850-х годах Михал Горник наряду с Аном Смолером занимался созданием и усовершенствованием единого верхнелужицкого правописания.
С 1860-х годов активно участвовал в культурной и общественной жизни лужицких сербов. С 1859 года по 1894 год преподавал верхнелужицкий язык в католическом педагогическом училище в Баутцене. В 1860 году им был основан серболужицкий журнал «Лужичан» (в.-луж. Łužičan). В 1861 году вместе с А. Я. Смолером был избран членом-корреспондентом Харьковского университета. В 1862 году с его участием было создано «Общество святых Кирилла и Мефодия» — объединение лужицких сербов-католиков, основными целями которого были представление интересов лужичан в рамках католической церкви и поддержка и распространение культуры славянских меньшинств. В этом же году им было начато издание журнала Katolski Posoł — церковной газеты славян-католиков Верхней Лужицы, а также была опубликована хрестоматия верхнелужицкой прозы. В 1858 году основал ежемесячное литературное приложение «Mĕsačny Přidawk» газеты «Serbske Nowiny», которое в 1860 году было преобразовано в литературный журнал «Łužičan», ставший печатным органом младосербов. С 1881 года издавал журнал «Сербски господар» (в.-луж. Serbski 
Hospodaŕ).
В 1858 года стал секретарём серболужицкого национального культурно-просветительного общества «Матица Сербская» (в.-луж. Maćica Serbska). С 1873 года исполнял обязанности заместителя председателя, а в 1882 году его избирали председателем общества. С 1868 года по 1894 года был редактором журнала «Časopis Maćicy Serbskeje» и с 1880—1882 год — редактором литературного журнала «Pratyja» на нижнелужицком языке.
В 1889 году выпустил сборник молитв и песнопения на верхнелужицком языке «Wosadnik» для использования в католических приходах.
Умер 22 февраля 1894 года в Баутцене и был похоронен на кладбище святого Николая близ руин церкви Святого Николая рядом с могилой Филиппа Резак.

## Вклад в науку
Помимо общественной деятельности М. Горник известен как автор ряда научных работ. В первую очередь это — «История серболужицкого народа» (в.-луж. Stawizny Serbskeho naroda), написанная совместно с В. Богуславским (издана в Баутцене в 1884 году). Вместе с К. Б. Пфулем и Г. Зейлером М. Горник участвовал в создании «Лужицко-сербского словаря» (в.-луж. Łužiski serbski słownik) (1866). Также М. Горник является автором перевода Нового Завета на новый вариант католического верхнелужицкого языка, отражающий его изменения к XIX веку. Благодаря усилиям М. Горника в числе других представителей национального серболужицкого возрождения (Я. А. Смолера, К. Б. Пфуля, Г. Зейлера, Я. Радысерба-Вели) была создана основа для объединения двух вариантов верхнелужицкого литературного языка, католического и протестантского.

## Награды
- В 1889 году саксонский король Альберт наградил Михала Горника рыцарским крестом I степени[9].

## Память
В 1956 году жителями Рэкельвица установлен памятник М. Горнику, в Баутцене и Кроствице в его честь названы улицы.